# Liste von Kaffeehausketten
Dies ist eine Liste von Kaffeehausketten in alphabetischer Reihenfolge:
| - Aida (Österreich) - aran (Süddeutschland) - Balzac Coffee Company (einschl. ehem. World Coffee) - Barista Coffeehouse (Indien, Sri Lanka, VAE) - Black Bean (hauptsächlich Bayern) - Blenz Coffee (Kanada, Japan, China, VAE) - Café Coffee Day (Indien, VAE) - Café y Te (Spanien) - Café Depôt (Kanada) - Cafe Frei (Ungarn, Europa, Nahost) - Caffè Nero (Großbritannien und 4 weitere Länder) - Caffè Ritazza (Marke der SSP, 21 Länder) - Campus Suite (Deutschland, Österreich) - Coffee Bean & Tea Leaf (USA) - Coffeeshop Company (13 Länder) - Coffee Fellows (Deutschland und Nachbarländer) - Coffee Republic - Costa Coffee - Cup&Cino - Delta Cafés (Portugal) - easyInternetcafé - Einstein Kaffee (Schwerpunkt Berlin) | - Espresso House (Nordische Länder und Deutschland) - Flash Coffee (Asien) - Il Caffè di Roma (Lavazza) - Insomnia Coffee Company Irland - Java House (Kenia, Uganda, Ruanda) - Juan Valdez (Kolumbien, Panama, USA) - Kaffebrenneriet (Norwegen, Schwerpunkt Oslo) - Kaffitár (Island) - Kofe Chaus (Russland) - McCafé (McDonald’s) - Meyerbeer Coffee (Deutschland) - OMA (Kolumbien) - Pacific Coffee (Asien) - Peet’s Coffee & Tea (USA) - Second Cup (Kanada) - Spettacolo (Valora) - Starbucks - Testa Rossa - Tim Hortons (Kanada) - Van Houtte (Kanada) - Woyton (Deutschland) |